# 赵桂香
赵桂香（？—？），女，中华人民共和国政治人物，曾任江苏省革命委员会副主任，第四、五届全国人大代表。

## 生平
1970年3月至1976年10月任江苏省革命委员会副主任。